# Kurzschwänzige Plumpschrecke
Die Kurzschwänzige Plumpschrecke (Isophya brevicauda) ist eine Langfühlerschrecke aus der Unterfamilie der Sichelschrecken (Phaneropterinae).

## Merkmale
Die Tiere erreichen eine Körperlänge von 19 bis 23 Millimetern und ist damit geringfügig kleiner, als die sehr ähnliche Gemeine Plumpschrecke (Isophya kraussii). Der Halsschild ist beim Männchen auffällig sattelförmig, im hinteren Bereich ist er kantig verbreitert. Die Weibchen unterscheiden sich von der ähnlichen Art anhand ihres Legebohrers (Ovipositors), der nur 7 bis 8, anstatt 9 bis 11 Millimeter lang wird. Weitere ähnliche Arten sind Isophya costata und Isophya modestior aus den Ostalpen, die beide etwas größer werden, als I. kraussii und I. brevicauda.

## Vorkommen und Lebensweise
Die Kurzschwänzige Plumpschrecke kommt in Kroatien, Slowenien und im südlichen Österreich vor und besiedelt Bergwiesen.